# Góry Dynarskie

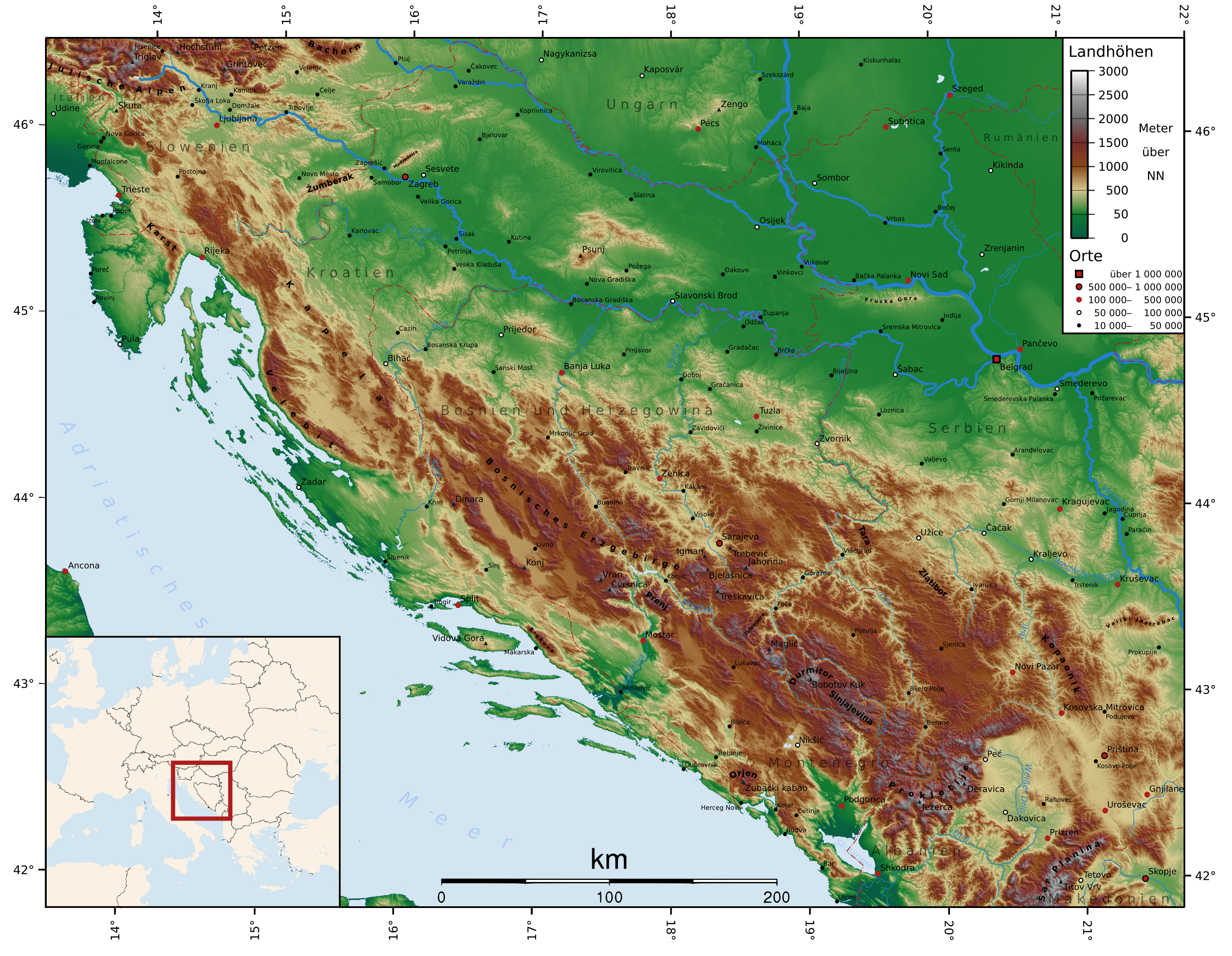
Mapa fizyczna

Podział geomorfologiczny

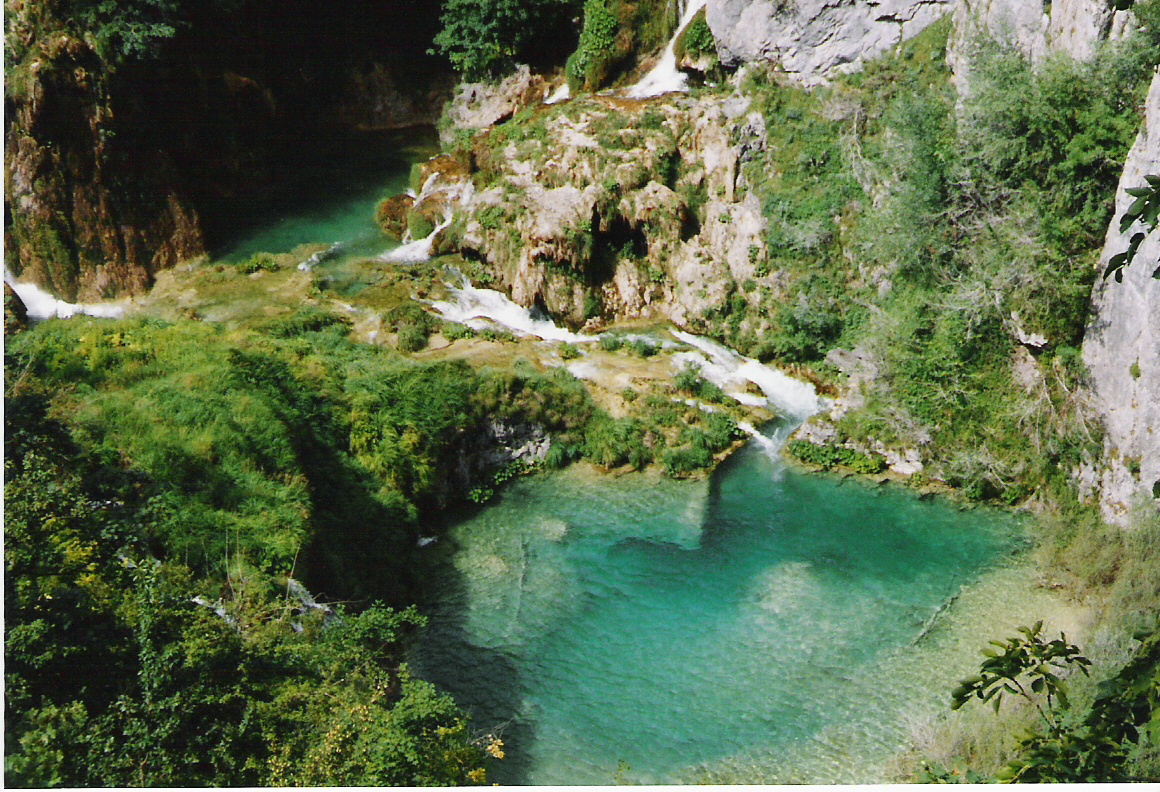
Park Narodowy Jezior Plitwickich

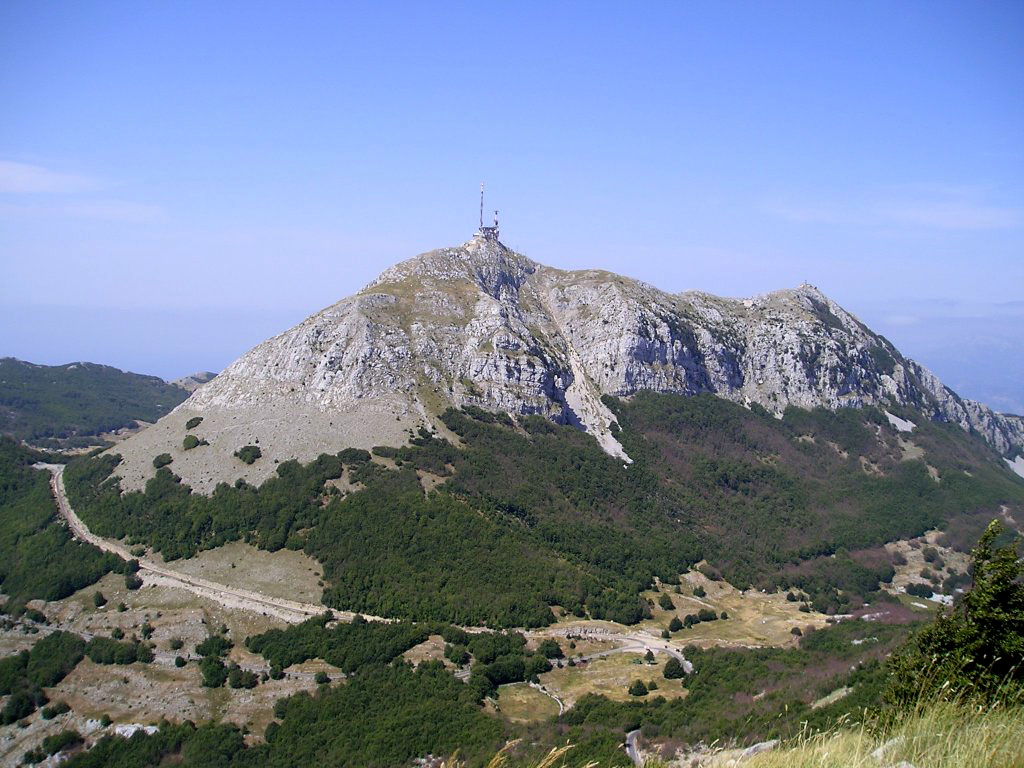
Park Narodowy Lovćen

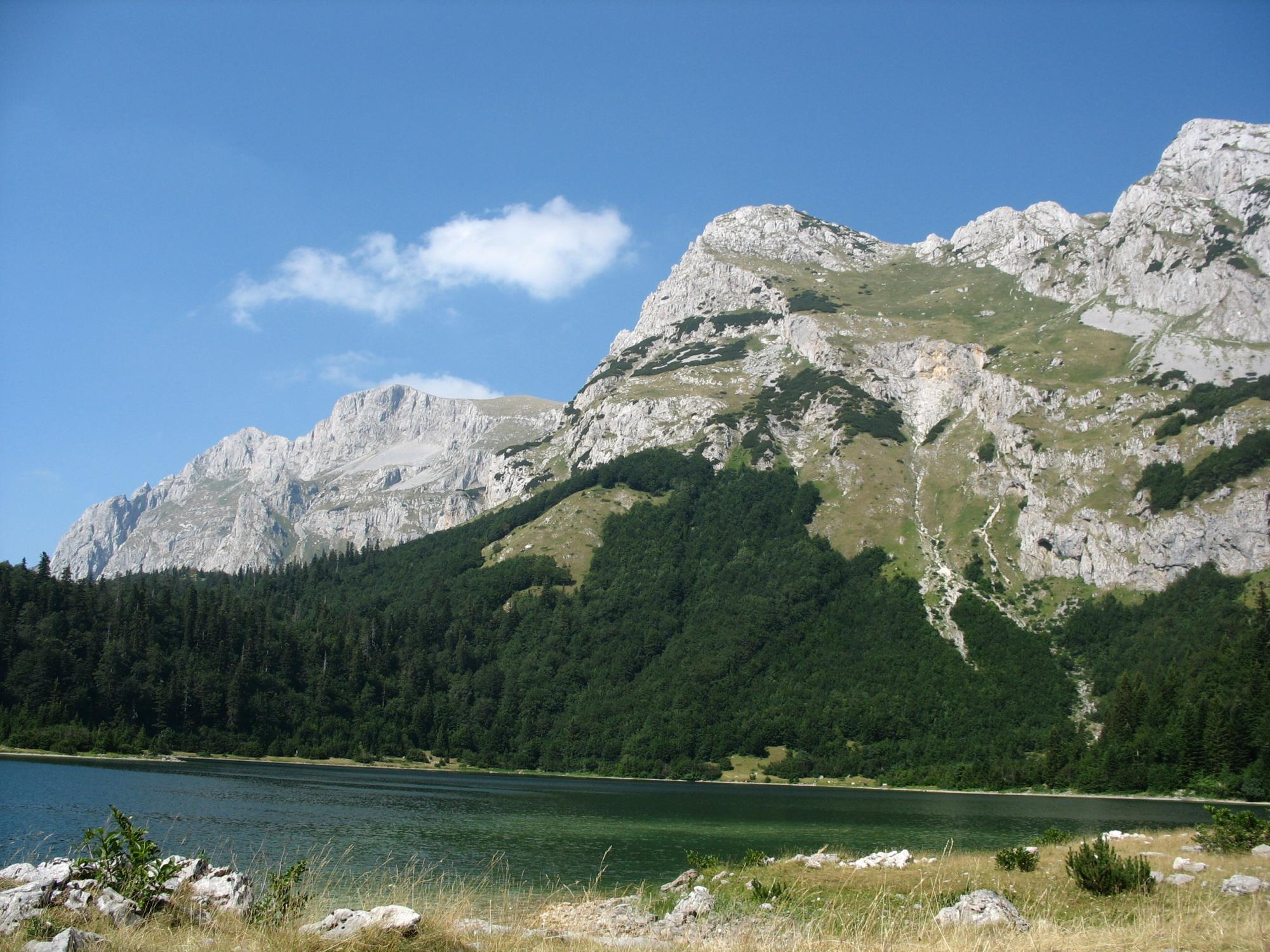
Maglić

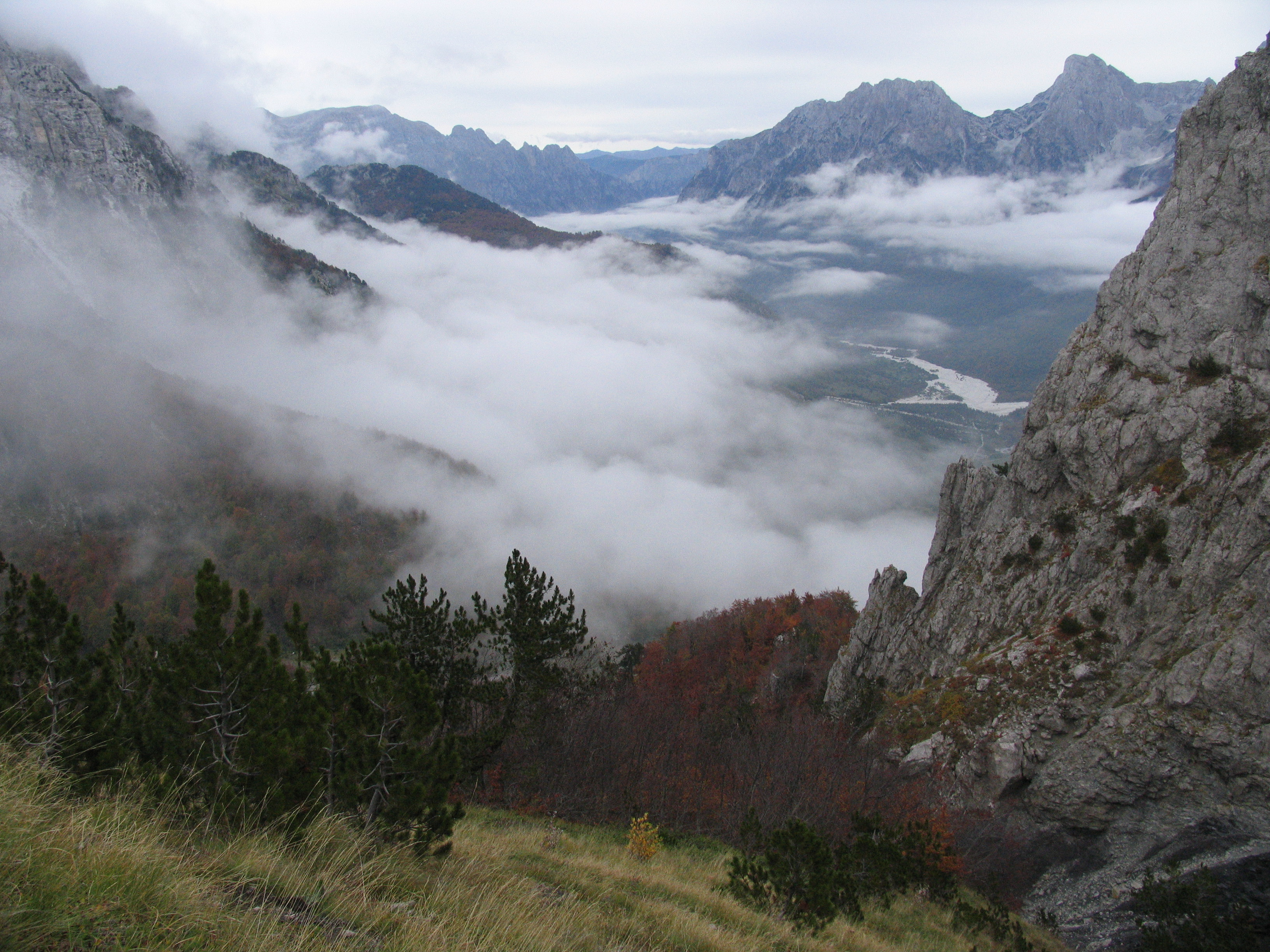
Przełęcz Valbona w Albanii

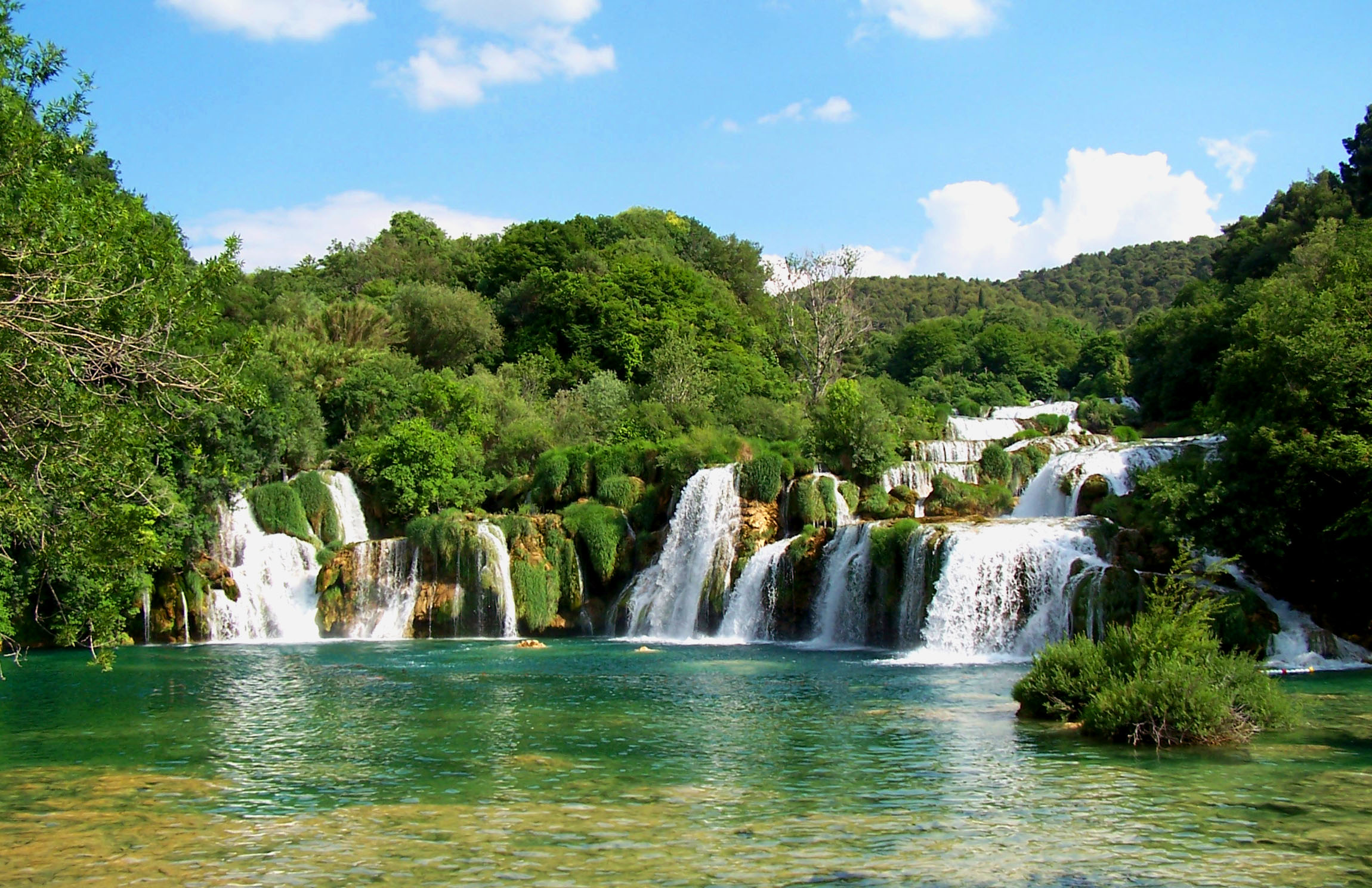
Park Narodowy Krka

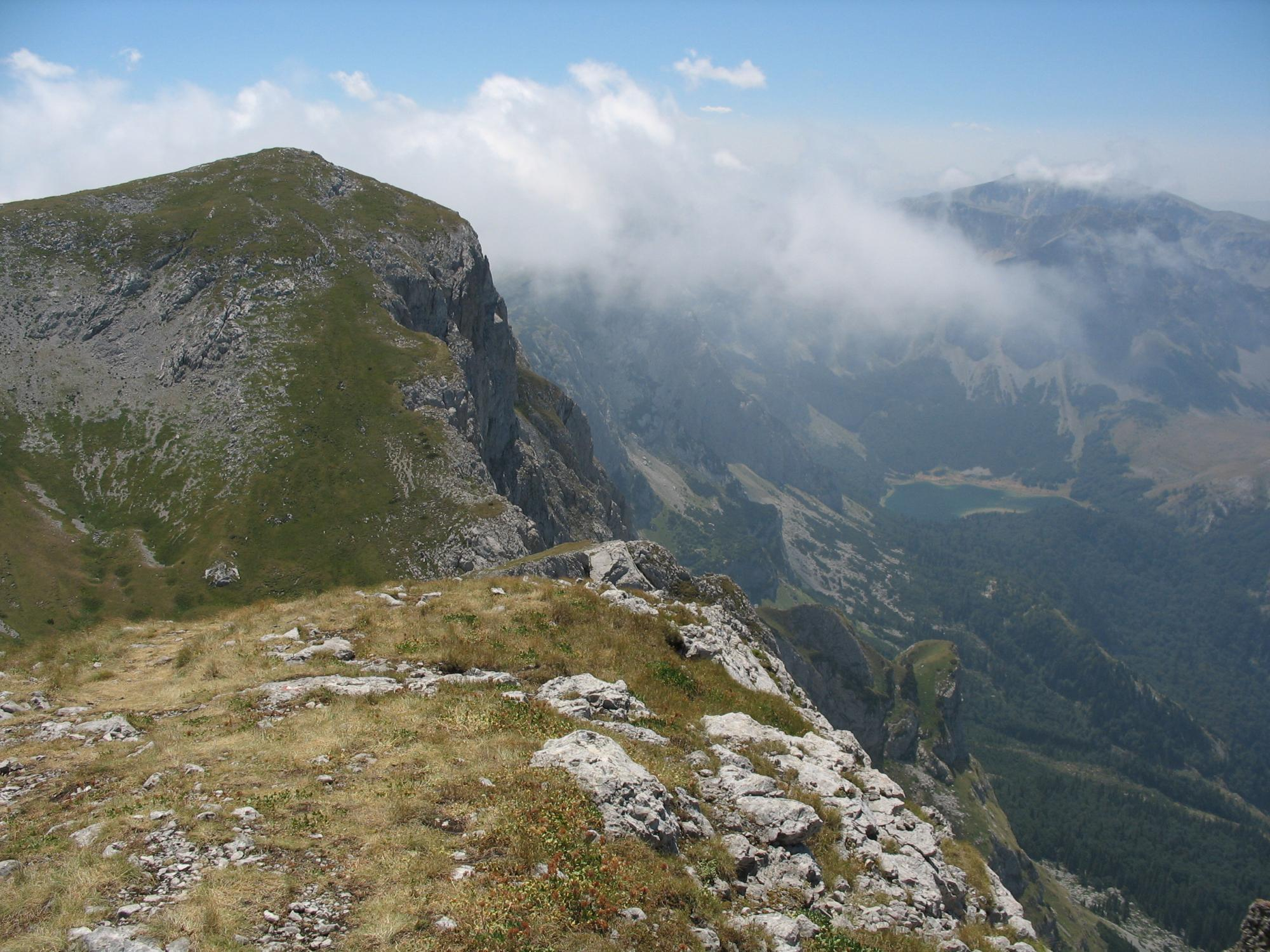
Veliki Maglić

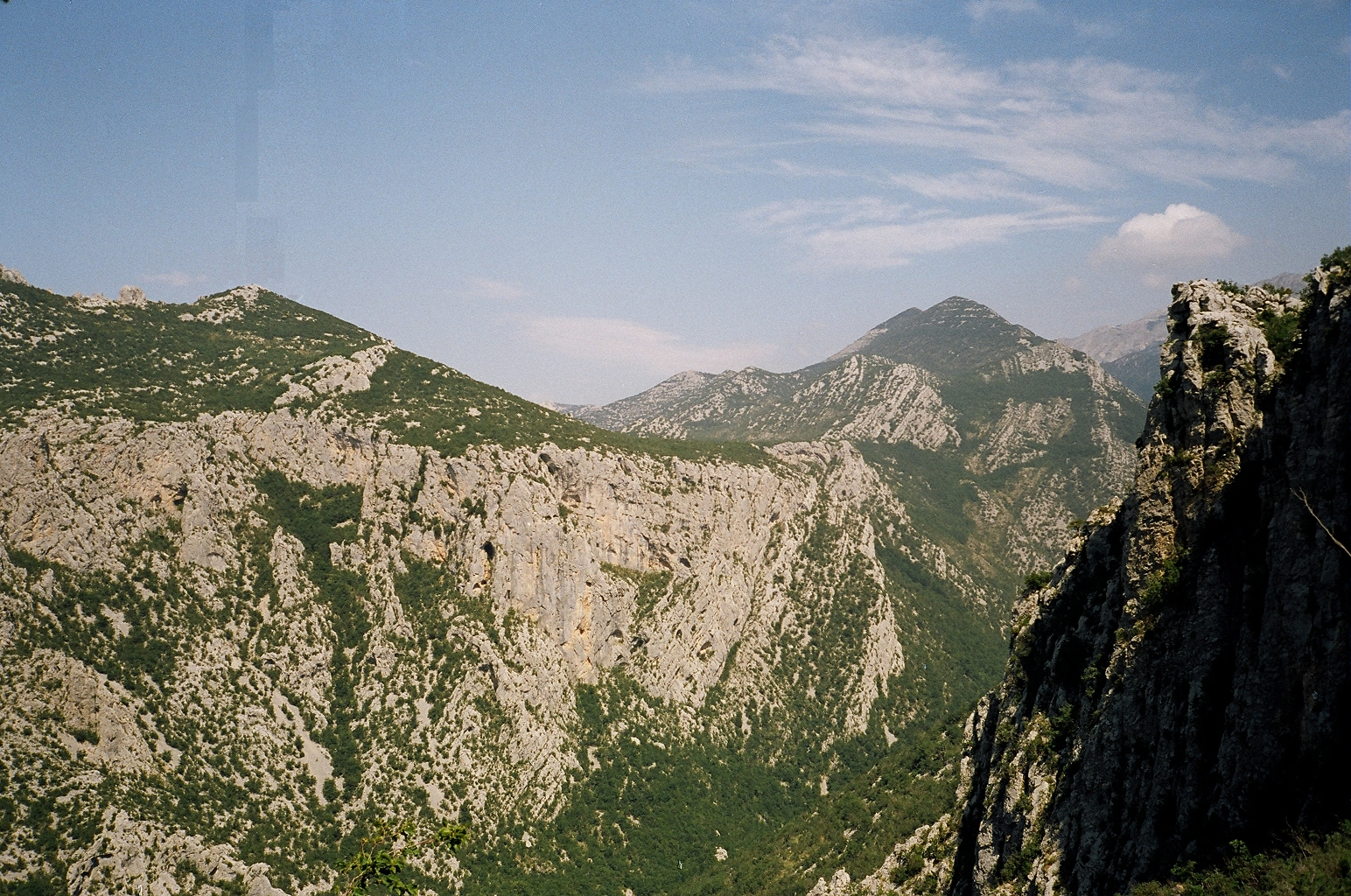
Park Narodowy Paklenica

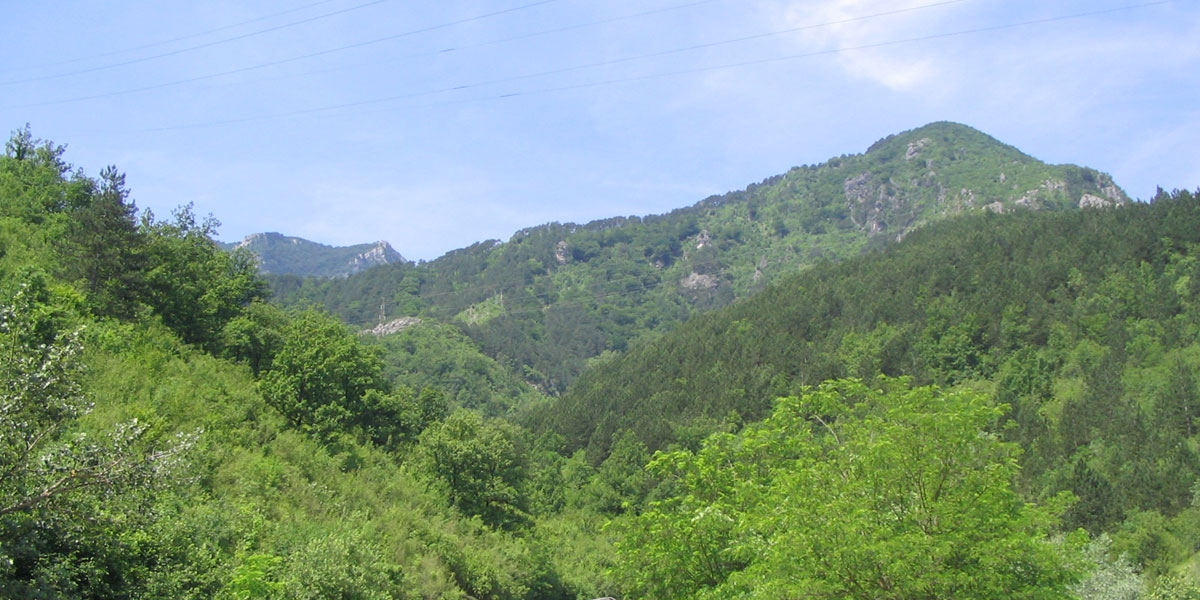
Čvrsnica

Góry Dynarskie (serb., czarnog. i chorw. Dinarsko gorje, alb. Alpet Dinaride, bośn. Dinarske Planine i słoweń. Dinarsko gorstvo) – łańcuch górski na Półwyspie Bałkańskim, wzdłuż wschodniego wybrzeża Morza Adriatyckiego, w Słowenii, Chorwacji, Bośni i Hercegowinie, Serbii, Czarnogórze, Kosowie i Albanii. Najwyższym szczytem jest Maja e Jezercës (2694 m) w Górach Północnoalbańskich. Nazwa „Góry Dynarskie” pochodzi od pasma Dinara (najwyższy szczyt – Veliki Troglav – 1913 m) na granicy Chorwacji i Bośni. Góry te, choć czasami nazywane są Alpami Dynarskimi, nie stanowią części Alp.
Największe miasta położone w Górach Dynarskich to stolica Bośni i Hercegowiny – Sarajewo oraz Split – drugie co do wielkości miasto Chorwacji.
Najwyższym regionem pasma są Góry Północnoalbańskie (Prokletije). Region ten posiada trzy szczyty, które przekraczają wysokość 2600 metrów. Leży na pograniczu Czarnogóry i Albanii. Góry Dynarskie są największym rejonem górskim w Europie po Alpach i Górach Skandynawskich. Ciągną się od Alp Julijskich na północy, do doliny rzeki Drin na południu.

## Geologia
Góry zostały sfałdowane w orogenezie alpejskiej. Strefa zachodnia zbudowana głównie z wapieni mezozoicznych i eoceńskich, zdominowana jest przez rozległe płaskowyże. Część wschodnia – z paleozoicznych i mezozoicznych skał osadowych, tj. łupków ilastych, piaskowców, wapieni oraz częściowo zmetamorfizowanych, poprzecinanych intruzjami głównie granitoidów.

## Przyroda
Flora
Przyroda całym obszarze jest bardzo zróżnicowana. Istnieją trzy strefy roślinne: nadmorska, górska i kontynentalna. Roślinność na wybrzeżu jest uboga, rosnąca na skałach. Jest to jednak spowodowane nie tylko przez warunki atmosferyczne, ale głównie wskutek długotrwałego wypasu kóz i owiec. W strefie górskiej dominują obszary trawiaste, rzadziej lesiste, bogato reprezentowana jest flora alpejska, między innymi: szarotka alpejska, skalnica i dzwonek. Część kontynentalna obfituje w lasy bukowe i sosnowe. Rosną tam też jodły i świerki.
Fauna
Fauna również jest dość zróżnicowana. Znajduje się tu duża liczba gatunków endemicznych. Na obszarach górskich żyją niedźwiedzie, wilki i lisy. Prawie wszędzie można zobaczyć jelenie i kozice lub dziki. Występują tu także węże, jaszczurki.
Parki Narodowe
Różnorodność typów krajobrazu, flory i fauny zaowocowała powstaniem licznych parków narodowych: Park Narodowy Thethi, Park Narodowy Valbona (oba w Albanii), Park Narodowy Una, Park Narodowy Sutjeska, Park Narodowy Kozara (wszystkie w Bośni i Hercegowinie), Park Narodowy Risnjak, Park Narodowy Jezior Plitwickich, Park Narodowy Paklenica, Park Narodowy Welebitu Północnego, Park Narodowy Krka, Park Narodowy Mljet, Park Narodowy Kornati (wszystkie w Chorwacji), Park Narodowy Durmitor, Park Narodowy Biogradska gora, Park Narodowy Jeziora Szkoderskiego, Park Narodowy Lovćen, Park Narodowy Prokletije (wszystkie w Czarnogórze) oraz Park Narodowy Tara (w Serbii).

## Geografia
Pasmo zaczyna się na północy, u podnóża Alp Julijskich, od których jest oddzielone doliną rzeki Socza i jej dopływu, Idrijca. Góry Dynarskie ciągną się z północnego zachodu na południowy wschód przez około 600 km, wzdłuż wybrzeża Morza Adriatyckiego i doliny Sawy. Góry te są terenem wyniesionym wysoko ponad dwie depresje – Kotlinę Panońską na północnym wschodzie oraz basen Adriatyku. Wschodni kraniec pasma wyznaczają rzeki: Drin – Pećka Bistrica – Wielka Morawa. Północna część gór jest węższa (ok. 35 km) i relatywnie niższa (1200–1800 m wysokości). W pobliżu Dubrownika rozciąga się na 250 km, tutaj też znajdują się najwyższe szczyty. Nad Adriatykiem góry opadają stromo do morza, natomiast śródlądowe stoki stopniowo opadają do Kotliny Panońskiej.
Zewnętrzną część gór stanowi wybrzeże dalmatyńskie.

## Podział
Góry Dynarskie dzielą się na trzy główne części:
- Część północno-zachodnia (masyw, najwyższy szczyt, wysokość n.p.m.):
  - Snežnik – Veliki Snežnik – 1796 m,
  - Trnovski Gozd – Mali Golak – 1495 m,
  - Učka – Vojak – 1401 m,
  - Ćićarija – Veliki Planik – 1272 m,
  - Javorniki – Veliki Javornik – 1268 m,
  - Nanos – Plesa – 1262 m,

- Część centralna:
  - Čvrsnica – Pločno – 2228 m,
  - Vran – Veliki Vran – 2074 m,
  - Cincar – Cincar – 2006 m,
  - Dinara – Veliki Troglav – 1913 m,
  - Welebit – Vaganski Vrh – 1757 m,
  - Grmeč – Crni Vrh – 1604 m,
  - Wielka Kapela – Bjelolasica – 1534 m,
  - Mala Kapela – Seliški vrh – 1280 m,

- Część południowo-wschodnia:
  - Prokletije/Góry Północnoalbańskie – Maja e Jezercës – 2694 m,
  - Durmitor – Bobotov Kuk – 2523 m,
  - Komovi – Kom Kučki – 2487 m,
  - Mokra gora – Hajla – 2403 m,
  - Bioć/Maglić/Volujak/Vlasulja – Veliki Vitao – 2396 m,
  - Sinjajevina – Babji Zub – 2277 m,
  - Ljubišnja – Dernjačista – 2238 m,
  - Moračke planine – Kapa Moračka – 2227 m,
  - Visitor – Visitor – 2210 m,
  - Prenj – Zelena Glava – 2155 m,
  - Bjelasica – Crna Glava – 2139 m,
  - Treskavica – Đokin Toranj – 2088 m,
  - Bjelašnica – Bjelašnica – 2067 m,
  - Lelija – Velika Lelija – 2032 m,
  - Zelengora – Bregoč – 2029 m,
  - Visočica – Džamija – 1965 m,
  - Prekornica – Kula – 1926 m.

Oprócz trzech wyżej wymienionych części w Górach Dynarskich wyróżnia się jeszcze sześć podgrup:
- Pasmo Vranicy:
  - Vranica – Nadkrstac – 2112 m,
  - Vlašič – Paljenik – 1943 m,
  - Zec – Smiljeva kosa – 1872 m,
  - Bitovnja – Lisin – 1744 m,
  - Zrinska gora – 616 m,
  - Petrova gora – 507 m,
- Góry Fliszowe:
  - Kozara – 978 m,
- Pasmo Podrinje:
  - Jablanik – Jablanik – 1275 m,
  - Medvednik – 1247 m,
  - Boranja – 881 m,
  - Gučevo – 779 m,
- Pasmo Šumadija:
  - Rudnik – 1132 m,
  - Gledičke planine – 922 m,
  - Avala
- Pasmo Stari Vlah i Raška:
  - Jahorina – Ogoreljica – 1913 m,
  - Golija – Jankov Kamen – 1833 m,
  - Zlatar – Krstaca – 1755 m,
  - Romanija – 1652 m,
  - Radočelo – Krivača – 1643 m,
  - Trebević – Trebević – 1629 m,
  - Giljevo – Mačkovac – 1617 m,
  - Čemerno – Smrdljuč – 1579 m,
  - Tara – Zborište – 1544 m,
  - Mučanj – Klekov Vrh – 1532 m,
  - Javor – Vasilin Vrh – 1519 m,
  - Igman – Crni Vrh – 1506 m,
  - Zlatibor – Tornik – 1496 m,
- Pasmo Nadmorskie:
  - Orjen – Zubački Kabao – 1895 m,
  - Biokovo – Sveti Jure – 1762 m,
  - Lovćen – Štirovnik – 1749 m,
  - Rumija – Rumija – 1593 m,
  - Učka – Vojak – 1396 m.